# Drepanosticta versicolor
Drepanosticta versicolor är en trollsländeart som först beskrevs av Harry Hyde Laidlaw, Jr. 1913.  Drepanosticta versicolor ingår i släktet Drepanosticta och familjen Platystictidae. Inga underarter finns listade i Catalogue of Life.